# Marianne Kirchgessner

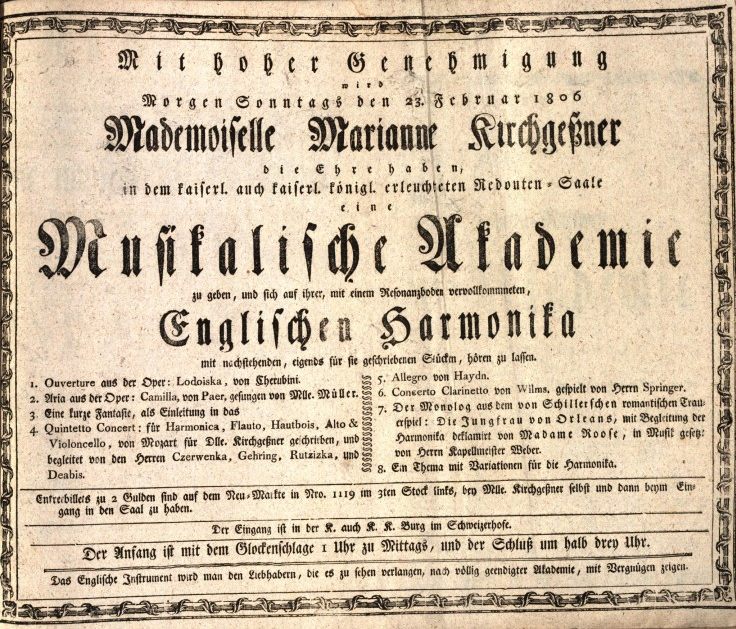
Concierto de Marianne Kirchgessner

Marianne Antonia Kirchgessner o Kirchgäẞner (n. Bruchsal, Alemania, 5 de junio de 1769 - † Schaffhausen, Suiza, 9 de diciembre de 1808)  fue una virtuosa alemana de la armónica de cristal. Ciega desde los cuatro años a causa de la viruela, sus cualidades artísticas atrajeron la atención sobre ella de compositores como Muzio Clementi, Johann Gottlieb Naumann, Johann Friedrich Fasch, Johann Friedrich Reichardt y Franz Anton Hoffmeister.
Mozart compuso para ella en 1791 dos de sus últimas obras de cámara, el exquisito quinteto Adagio y rondó K. 617, para armónica de cristal, flauta, oboe, viola y violonchelo, y el más modesto Adagio K.356/617a.

## Biografía
Marianne Kirchgessner fue la quinta hija de Joseph Anton Kirchgessner, funcionario pagador en Espira y de su esposa María Eva Theresia, de soltera Wassmuth. La familia tenía aficiones musicales: el padre tocaba el violonchelo y cantaba y la madre tocaba el piano. Probablemente fue su madre quien le dio las primeras lecciones de piano, tras perder la vista. El arte de la niña llamó la atención de Jospeh Anton Siegmund von Beroldingen, canónigo de Espira y Hildesheim, quien, cuando Marianne tenía diez años, hizo que le construyeran una armónica de cristal y se ofreció a financiar su aprendizaje del instrumento. Marianne se trasladó así a Karlsruhe, donde recibió durante varios años clases del Kapellmeister Joseph Aloys Schmittbauer.
Convertida ya en una virtuosa de la armónica de crista1, en 1791 Marianne Kirchgessner, acompañada por el editor de música Heinrich Philipp Bossler y su esposa, realizó una larga gira de conciertos por Europa. Bossler se convertiría en su agente y publicista hasta la muerte de Marianne. Además de a muchas ciudades de Alemania, la gira la llevó a Viena, donde Mozart la escuchó en un concierto en mayo de 1791. En Dresde tocó para el príncipe elector Federico Augusto, cuyo Oberkapellmeister, Neumann, que también tocaba el instrumento, dijo de ella que era "la mejor intérprete de armónica [de cristal] de la época, habiendo superado de la forma más feliz todas las dificultades del instrumento", aunque algunos críticos musicales contemporáneos fueron menos entusiastas, reprochándole que su técnica virtuosística y su preferencia por los registros más altos perjudicaban el carácter misterioso del instrumento. En 1792 tocó cuatro veces en Berlín, ante la corte del rey de Prusia Federico Guillermo II.
Entre 1794 y 1796 Marianne permaneció en Londres, donde Froschel le construyó un nuevo instrumento de mejor sonoridad y participó en los conciertos que organizaba el empresario Salomon, quien compuso una sonata para ella. En 1798 dio conciertos en San Petersburgo.
Tras diez años de gira casi ininterrumpida, Marianne Kirchgessner compró una finca en Gohlis, cerca de Leipzig, y fijó en ella su residencia, en compañía de los inseparables Bossler y esposa, aunque no por ello interrumpió su actividad concertística, con desplazamientos a diversas ciudades alemanas, a Holanda, de nuevo a Viena, a Praga y a Karlovy Vary. En esta última ciudad trabó amistad con Goethe en el verano de 1808.
Poco después de conocer a Goethe, Marianne Kirchgessner emprendió la que sería su última gira, con propósito de visitar Italia a través de Suiza. El viaje resultó desgraciado: la diligencia se estrelló y como consecuencia Marianne se enfrió a la intemperie, contrayendo una neumonía que causó su muerte en Schaffhausen el 8 de diciembre de 1808.
A causa de su ceguera, Kirchgessner hacía interpretar al piano las obras compuestas para ella y luego las tocaba de oído en su instrumento. Esto, junto al declive de la armónica de cristal, explica que pocas partituras para este instrumento hayan sobrevivido y que solo las obras que compuso Mozart para ella mantengan viva su memoria hasta hoy.